# Indian Queens (St Columb Road)
Indian Queens (en español: Reina India) es una localidad situada en el condado de Cornualles, en Inglaterra (Reino Unido), con una población en 2016 de 4092 habitantes.
Se encuentra ubicada al oeste de la península del Suroeste, cerca de la orilla del canal de Brístol y del canal de la Mancha (océano Atlántico).
Su nombre hace referencia a la reina india Pocahontas, que vivió en el siglo XVII.